# Homogenia rufipes
Homogenia rufipes är en tvåvingeart som beskrevs av Wulp 1892. Homogenia rufipes ingår i släktet Homogenia och familjen parasitflugor. Inga underarter finns listade i Catalogue of Life.